# シンガポール国際金融取引所
シンガポール国際金融取引所（シンガポールこくさいきんゆうとりひきじょ、Singapore International Monetary Exchange、略称:SIMEX:サイメックス）は、シンガポールの金融先物取引所であった。
1984年に設立された。
1999年12月1日に、シンガポール国際金融取引所は、旧シンガポール証券取引所(SES)と合併し、シンガポール証券取引所(SGX)となった。